# Маккарти, Стивен (футболист)
Сти́вен Майкл Макка́рти (англ. Stephen Michael McCarthy; 21 июля 1988, Гонолулу, Гавайи, США) — американский футболист, центральный защитник.

## Карьера

### Молодёжная карьера
В 2006—2008 годах Маккарти обучался в Университете Санта-Клары по специальности «Социология» и играл за университетскую футбольную команду «Санта-Клара Бронкос» в Национальной ассоциации студенческого спорта.
В 2009 году перешёл в Университет Северной Каролины в Чапел-Хилле, где присоединился к университетской футбольной команде «Норт Каролина Тар Хилс».
В студенческие годы также выступал в Премьер-лиге развития ЮСЛ: в 2009 году — за клуб «Ди-эф-дабл-ю Торнадос», в 2010 году — за клуб «Каролина Динамо».

### Клубная карьера
29 декабря 2010 года Маккарти подписал контракт с MLS.
13 января 2011 года на Супердрафте MLS Маккарти был выбран во втором раунде под общим 24-м номером клубом «Нью-Инглэнд Революшн». Его профессиональный дебют состоялся 20 марта 2011 года в матче первого тура сезона против «Лос-Анджелес Гэлакси», в котором он вышел в стартовом составе. 2 апреля 2011 года в матче против «Портленд Тимберс» забил свой первый гол в профессиональной карьере. 21 мая 2011 года в матче против «Сан-Хосе Эртквейкс» получил травму левого плеча, впоследствии травмировал плечо ещё трижды, в последний раз — 4 сентября 2011 года на тренировочной сессии, после чего был вынужден отправиться на артроскопическую операцию и досрочно завершить сезон. В сезоне 2012 Маккарти, до этого игравший на позиции центрального полузащитника, был переквалифицирован в центрального защитника, образовав связку в центре обороны с Эй Джеем Соаресем, также выбранным на Супердрафте MLS 2011. По итогам сезона 2012 был признан лучшим защитником «Нью-Инглэнд Революшн». По окончании сезона 2014 контракт Маккарти с «Нью-Инглэнд Революшн» истёк.
30 января 2015 года Маккарти подписал однолетний контракт с клубом чемпионата Финляндии КуПС, пройдя двухнедельный просмотр. В Вейккауслиге дебютировал 23 апреля 2015 года в матче против ВПС.
3 февраля 2016 года Маккарти подписал контракт с новообразованным клубом USL из Сан-Антонио. 3 апреля 2016 года участвовал в инаугуральном матче «Сан-Антонио», соперником в котором был «Сиэтл Саундерс 2». 18 июня 2016 года в матче против «Колорадо-Спрингс Суитчбакс» забил свой первый гол за «Сан-Антонио». 17 августа 2016 года в матче против «Аризона Юнайтед» сломал локоть, из-за чего пропустил оставшуюся часть сезона 2016. 1 ноября 2018 года Стивен Маккарти объявил о завершении футбольной карьеры.

### Международная карьера
В составе сборной США до 18 лет Маккарти участвовал в футбольном турнире Панамериканских игр 2007. 15 июля 2007 года в матче стартового тура группового этапа турнира против сборной Венесуэлы до 20 лет забил гол.

### Тренерская карьера
В январе 2019 года Маккарти вошёл в тренерский штаб футбольной команды Университета Воплощённого Слова в качестве ассистента.

## Статистика
| Выступление          | Выступление      | Выступление      | Лига | Лига | Плей-офф | Плей-офф | Кубок | Кубок | Кубок лиги | Кубок лиги | Итого | Итого |
| Клуб                 | Лига             | Сезон            | Игры | Голы | Игры     | Голы     | Игры  | Голы  | Игры       | Голы       | Игры  | Голы  |
| -------------------- | ---------------- | ---------------- | ---- | ---- | -------- | -------- | ----- | ----- | ---------- | ---------- | ----- | ----- |
| Нью-Инглэнд Революшн | MLS              | 2011             | 21   | 2    | —        | —        | 0     | 0     | —          | —          | 21    | 2     |
| Нью-Инглэнд Революшн | MLS              | 2012             | 28   | 0    | —        | —        | 0     | 0     | —          | —          | 28    | 0     |
| Нью-Инглэнд Революшн | MLS              | 2013             | 19   | 0    | 0        | 0        | 0     | 0     | —          | —          | 19    | 0     |
| Нью-Инглэнд Революшн | MLS              | 2014             | 1    | 0    | 0        | 0        | 3     | 1     | —          | —          | 4     | 1     |
| Нью-Инглэнд Революшн | Итого            | Итого            | 69   | 2    | 0        | 0        | 3     | 1     | —          | —          | 72    | 3     |
| КуПС                 | Вейккауслига     | 2015             | 10   | 0    | —        | —        | 2     | 0     | 3          | 0          | 15    | 0     |
| КуПС                 | Итого            | Итого            | 10   | 0    | —        | —        | 2     | 0     | 3          | 0          | 15    | 0     |
| Сан-Антонио          | USL              | 2016             | 19   | 2    | —        | —        | 2     | 0     | —          | —          | 21    | 2     |
| Сан-Антонио          | USL              | 2017             | 26   | 1    | 2        | 0        | 0     | 0     | —          | —          | 28    | 1     |
| Сан-Антонио          | USL              | 2018             | 6    | 0    | —        | —        | 2     | 0     | —          | —          | 8     | 0     |
| Сан-Антонио          | Итого            | Итого            | 51   | 3    | 2        | 0        | 4     | 0     | —          | —          | 57    | 3     |
| Всего за карьеру     | Всего за карьеру | Всего за карьеру | 130  | 5    | 2        | 0        | 9     | 1     | 3          | 0          | 144   | 6     |